# Gella Vandecaveye
Gella Vandecaveye (Cortrique, 5 de junio de 1973) es una deportista belga que compitió en judo.
Participó en cuatro Juegos Olímpicos, entre los años 1992 y 2004, obteniendo dos medallas: plata en Atlanta 1996 y bronce en Sídney 2000.
Ganó cinco medallas en el Campeonato Mundial de Judo entre los años 1993 y 2001, y once medallas en el Campeonato Europeo de Judo entre los años 1993 y 2003.

## Palmarés internacional
| Juegos Olímpicos   | Juegos Olímpicos         | Juegos Olímpicos  | Juegos Olímpicos |
| Año                | Lugar                    | Medalla           | Categoría        |
| ------------------ | ------------------------ | ----------------- | ---------------- |
| 1996               | Atlanta (Estados Unidos) | Medalla de plata  | –61 kg           |
| 2000               | Sídney (Australia)       | Medalla de bronce | –63 kg           |
| Campeonato Mundial |                          |                   |                  |
| Año                | Lugar                    | Medalla           | Categoría        |
| 1993               | Hamilton (Canadá)        | Medalla de oro    | –61 kg           |
| 1995               | Chiba (Japón)            | Medalla de bronce | –61 kg           |
| 1997               | París (Francia)          | Medalla de plata  | –61 kg           |
| 1999               | Birmingham (Reino Unido) | Medalla de plata  | –63 kg           |
| 2001               | Múnich (Alemania)        | Medalla de oro    | –63 kg           |
| Campeonato Europeo |                          |                   |                  |
| Año                | Lugar                    | Medalla           | Categoría        |
| 1993               | Atenas (Grecia)          | Medalla de plata  | –61 kg           |
| 1994               | Gdańsk (Polonia)         | Medalla de oro    | –61 kg           |
| 1995               | Birmingham (Reino Unido) | Medalla de bronce | –61 kg           |
| 1996               | La Haya (Países Bajos)   | Medalla de oro    | –61 kg           |
| 1997               | Ostende (Bélgica)        | Medalla de oro    | –61 kg           |
| 1998               | Oviedo (España)          | Medalla de oro    | –63 kg           |
| 1999               | Bratislava (Eslovaquia)  | Medalla de oro    | –63 kg           |
| 2000               | Breslavia (Polonia)      | Medalla de oro    | –63 kg           |
| 2001               | París (Francia)          | Medalla de oro    | –63 kg           |
| 2002               | Maribor (Eslovenia)      | Medalla de bronce | –63 kg           |
| 2003               | Düsseldorf (Alemania)    | Medalla de plata  | –63 kg           |